# 氷衛星
氷衛星（Icy moon）は、衛星の分類の1つで、地表がほぼ氷で覆われているものである。地下には液体の海があることもあり、また恐らくケイ素または金属でできた岩石からなる核を持つ。水の氷の結晶は、氷IIまたは非晶質氷である。この分類の衛星の例には、木星の衛星エウロパがある。
いくつかの氷衛星は、氷の火山や間欠泉を持つことがある。最もよく研究されている例は、土星の衛星エンケラドゥスである。

## 軌道
最もよく知られた大きな氷衛星は、太陽系の雪線を超えた軌道を公転する木星型惑星に属している。その他（カロンやディスノミア）は、冥王星やエリス等の準惑星の周囲で形成されたものである。典型的には、地球の月が形成された衝突とは似ていない大規模な衝突により形成された。
巨大ガス惑星の衛星の場合、氷が凝固するには温かすぎる原始衛星系円盤の内側に形成されないということが追加の条件となる。
エウロパは質量の8%の氷と水を含んでおり、残りが岩であると推定される。外側の2つのガリレオ衛星であるガニメデとカリストは、熱い原始木星から離れた軌道で形成されたため、より多くの氷を含む。
土星の衛星タイタンは、太陽系のどの天体よりも見た目や振る舞いが地球に近い。タイタンは、地表に液体メタンのプールを持つことで知られている。

## 画像

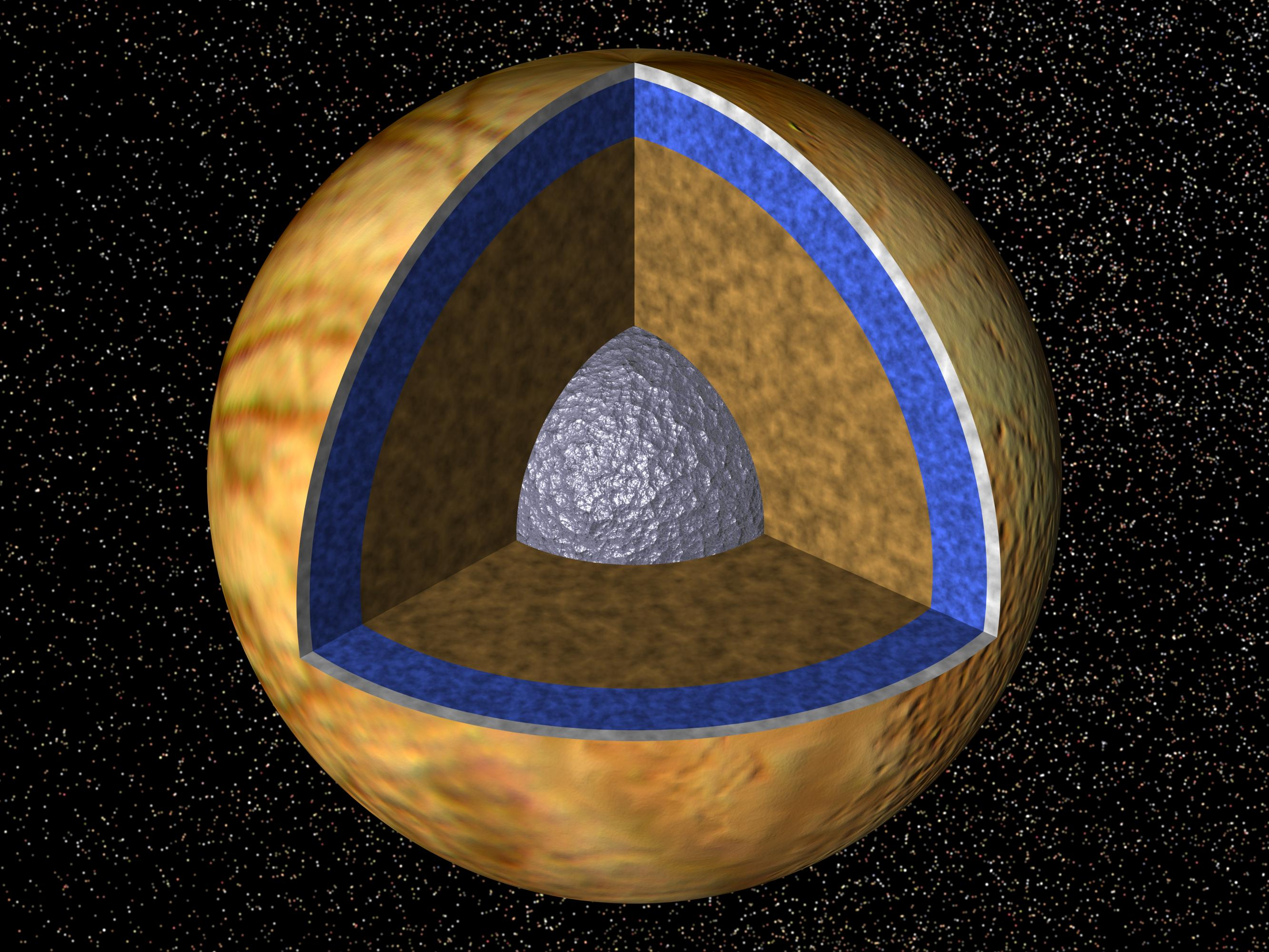
エウロパは、地下に海を持つと考えられている。
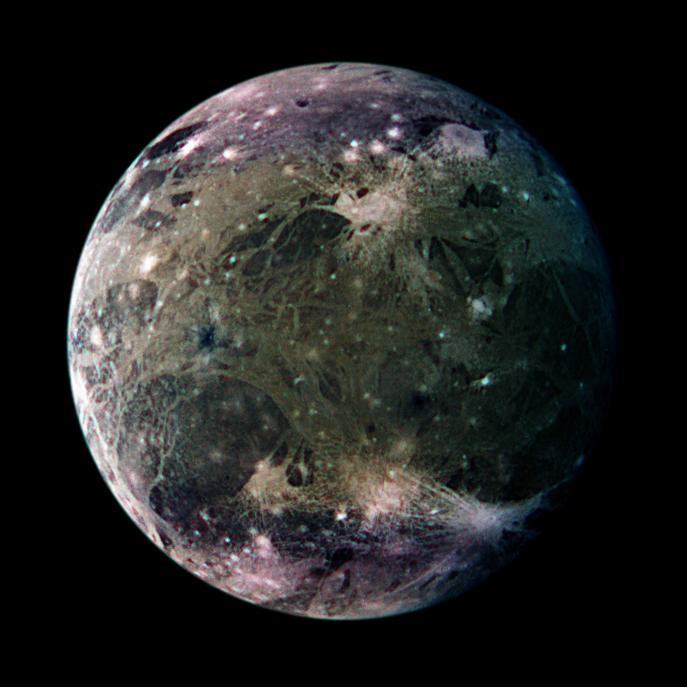
ガニメデの擬色画像
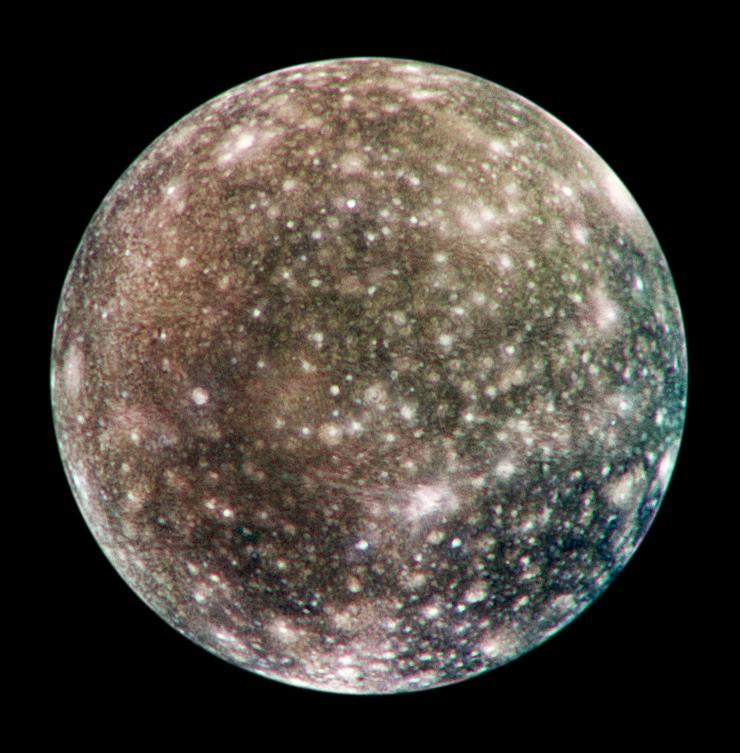
雪が堆積するカリスト
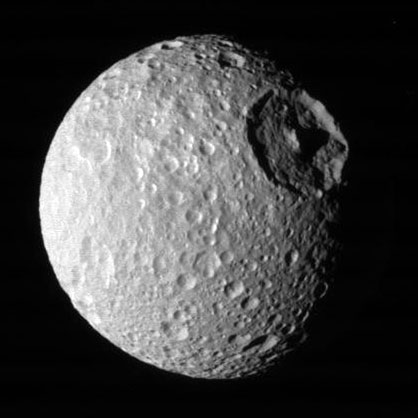
ミマスの密度は、1.1 g/cm3である。
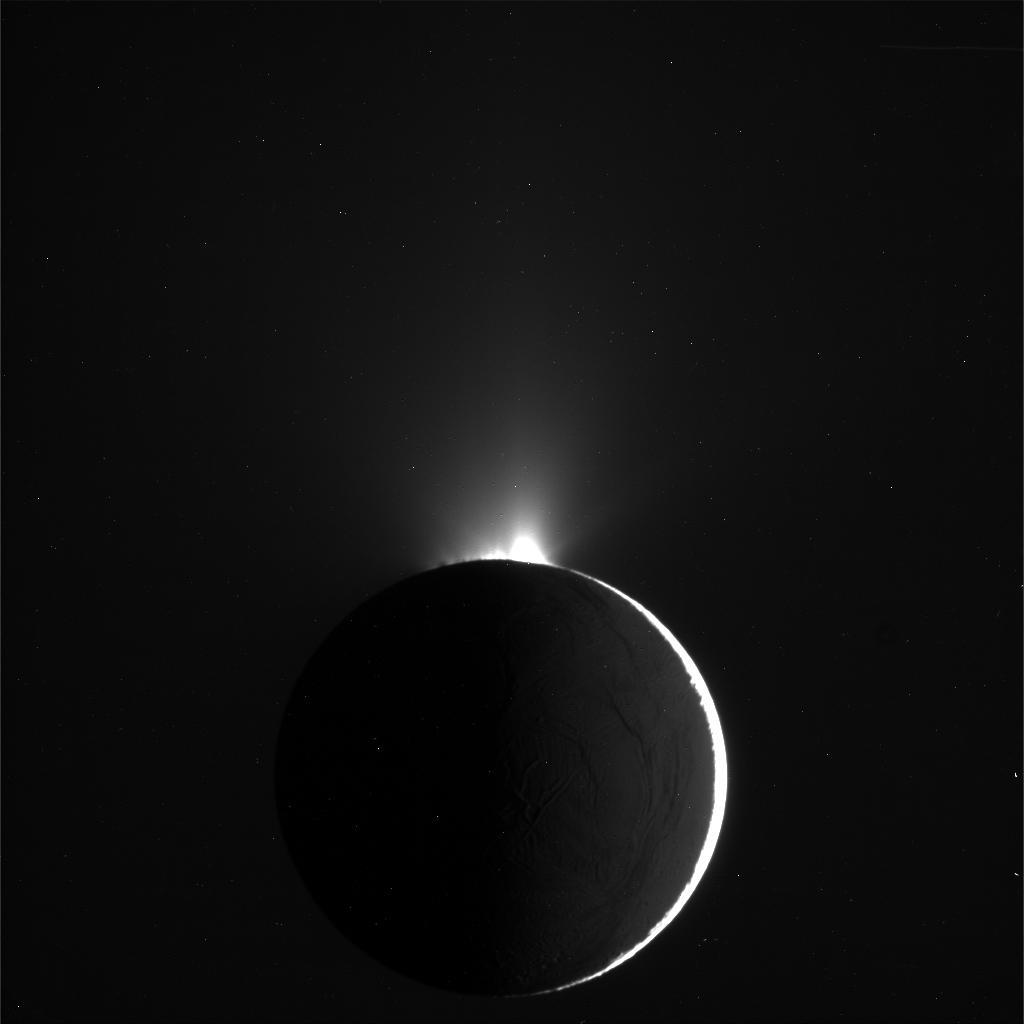
エンケラドゥスのアクティブなプルーム
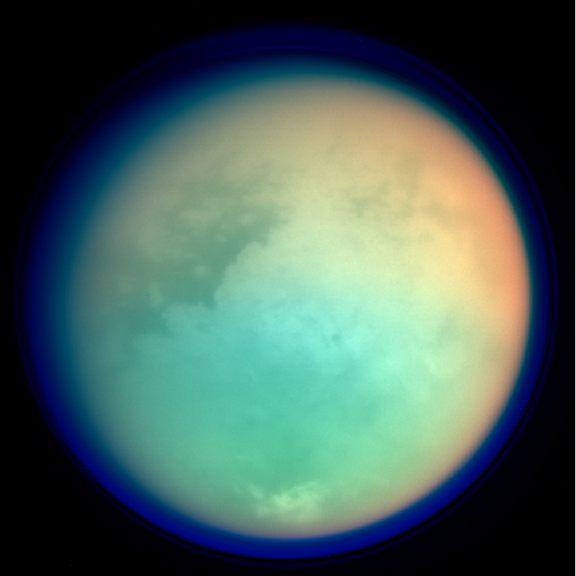
タイタンの地表と大気
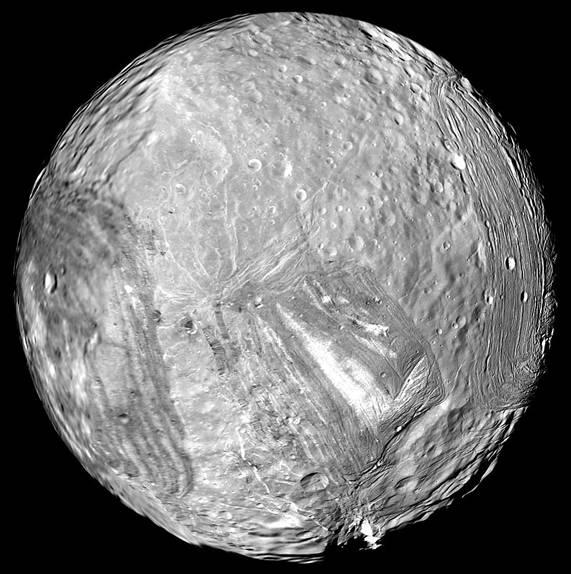
ミランダの皺の寄った地表
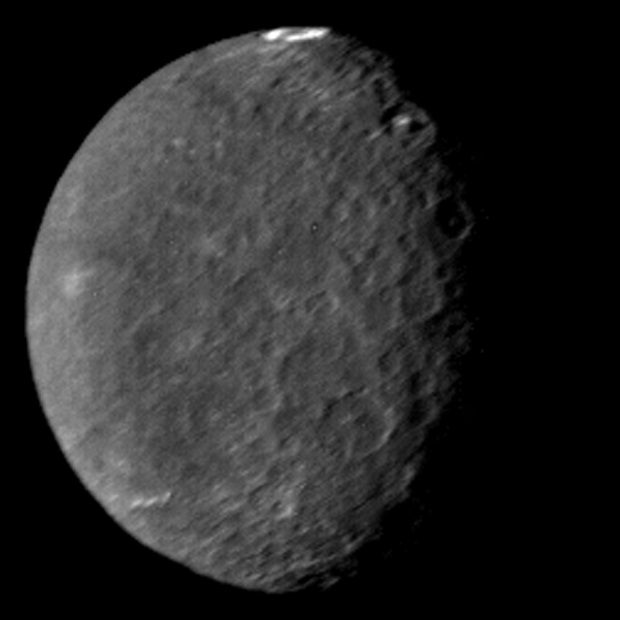
ウンブリエル極付近の雪の堆積
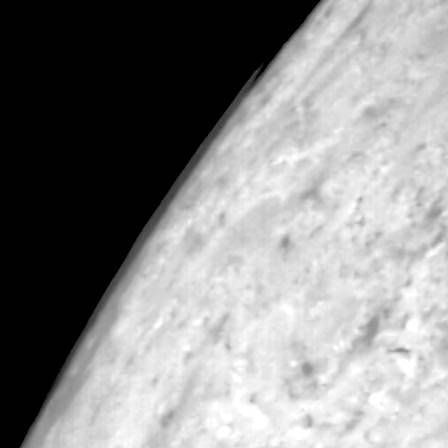
トリトンの縁にかかる雲